# Неравенство Адамара
Нера́венство Адама́ра (также теорема Адамара об определителях),  определяет верхнюю границу объёма тела в {\displaystyle n}-мерном евклидовом пространстве, заданного {\displaystyle n} векторами.
Названо в честь Жака Адамара.

## Формулировка
Пусть {\displaystyle v_{i}\in \mathbb {R} ^{n},\;i=1,\;2,\;\ldots ,\;n}, а {\displaystyle M} — матрица, столбцами которой являются векторы {\displaystyle v_{i}:i=1,\;2,\;\ldots ,\;n}. Тогда
{\displaystyle |\det(M)|\leqslant \prod _{i=1}^{n}{||v_{i}||}_{2},}
где {\displaystyle {||\cdot ||}_{2}} — евклидова норма вектора.
Другими словами, с точки зрения геометрии объём {\displaystyle n}-мерного тела максимален, когда задающие его векторы взаимно перпендикулярны.

## Лемма
Докажем сначала небольшую лемму:
Если матрица {\displaystyle A} размерности {\displaystyle n\times n} положительно определённая, то
{\displaystyle |A|\leqslant a_{11}a_{22}\ldots a_{nn}.}

### Доказательство леммы
Определитель {\displaystyle |A|} можно представить в виде
{\displaystyle |A|=a_{11}{\begin{vmatrix}a_{22}&\ldots &a_{2n}\\a_{32}&\ldots &a_{3n}\\\ldots &\ldots &\ldots \\a_{n2}&\ldots &a_{nn}\end{vmatrix}}+{\begin{vmatrix}0&a_{12}&\ldots &a_{1n}\\a_{21}&a_{22}&\ldots &a_{2n}\\\ldots &\ldots &\ldots &\ldots \\a_{n1}&a_{n2}&\ldots &a_{nn}\end{vmatrix}}.}
Так как {\displaystyle A} положительно определённая, то и матрица, которая является первым слагаемым в сумме, тоже положительно определённая, следовательно, квадратичная форма по переменным {\displaystyle a_{12},\;a_{13},\;\ldots ,\;a_{1n}}, каковой является второе слагаемое, не является положительно определенной. В силу этого
{\displaystyle |A|\leqslant a_{11}{\begin{vmatrix}a_{22}&\ldots &a_{2n}\\a_{32}&\ldots &a_{3n}\\\ldots &\ldots &\ldots \\a_{n2}&\ldots &a_{nn}\end{vmatrix}}.}
Отсюда, применяя индукцию, получаем требуемый результат.

## Доказательство неравенства Адамара
Для доказательства неравенства Адамара нужно применить доказанную лемму к положительно определённой квадратной матрице вида {\displaystyle A=MM^{T}}.

## Матрицы, определители которых достигают границы Адамара
В комбинаторикe матрицы с элементами из {\displaystyle \{+1,\;-1\}}, для которых в неравенстве Адамара выполняется равенство, называются матрицами Адамара. Таким образом, определитель таких матриц по модулю равен {\displaystyle n^{\frac {n}{2}}}. Из таких матриц получают коды Адамара.